# Chiesa di San Donnino (Montechiarugolo)
La chiesa di San Donnino è un luogo di culto cattolico dalle forme neoclassiche, situato in via Monte 5 a Monticelli Terme, frazione di Montechiarugolo, in provincia e diocesi di Parma; è sussidiaria della parrocchiale di San Donnino e Gesù Salvatore di Monticelli Terme e fa parte della zona pastorale della Pedemontana.

## Storia
L'originario luogo di culto romanico fu costruito in epoca medievale; la più antica testimonianza della sua esistenza risale al 1230, quando l'Ecclesie S. Donnini de Montecellis fu menzionata nel Capitulum seu Rotulus Decimarum della diocesi di Parma tra le dipendenze dirette dell'autorità episcopale di Parma, pur trovandosi all'interno del territorio amministrato dalla pieve di Basilicanova, di Malandriano o di Basilicagoiano.
Come dimostrato da fonti risalenti alla seconda metà del XIV secolo, in quel periodo fu collocato nella cappella il fonte battesimale.
La chiesa fu riedificata agli inizi del XVI secolo ed elevata al rango di parrocchia nel 1564.
Il tempio fu nuovamente ricostruito in stile neoclassico nel 1765 e restaurato nel 1808, per poi essere ampliato nel 1830; altri lavori di risistemazione furono realizzati negli anni seguenti.
Nel 1878 fu riedificata la facciata in forme neoclassiche, mentre il campanile fu eretto nel 1910.
Nel 2015 furono completamente risistemate le coperture della chiesa.

## Descrizione
La chiesa si sviluppa su una navata unica affiancata da piccole cappelle laterali.
La simmetrica facciata a capanna, interamente intonacata, è caratterizzata dalla presenza di quattro lesene d'ordine gigante, elevate su un alto zoccolo e coronate da capitelli dorici; nel mezzo è collocato l'ampio portale d'ingresso delimitato da cornice e sormontato da architrave in aggetto; più in alto si apre su una fascia marcapiano in rilievo una finestra a lunetta, inquadrata da una grande arcata a tutto sesto; in sommità si staglia il frontone triangolare, con cornice in aggetto.
Sul fondo del fianco nord s'innalza il campanile a pianta quadrata, con spigoli smussati; la cella campanaria si affaccia sui quattro lati attraverso alte bifore ad arco con colonnine centrali; in sommità si eleva la guglia piramidale, con spigoli a volute.
All'interno la navata, coperta da una volta a botte, è affiancata dalle arcate a tutto sesto delle cappelle laterali, scandite da lesene coronate da capitelli dorici a sostegno del cornicione perimetrale.
Il presbiterio, lievemente sopraelevato, è chiuso superiormente da una volta a botte dipinta, in continuità con l'aula; l'ambiente accoglie nel mezzo l'altare maggiore a mensa in legno dipinto e dorato, aggiunto intorno al 1980, mentre sui fianchi sono collocati quattro portaceri risalenti alla metà del XVIII secolo; l'abside, coperta dal catino affrescato e illuminata da due finestre laterali, ospita l'antico altare maggiore ligneo, intagliato verso il 1750 forse da Vincenzo Biazzi; sul fondo, sopra al coro settecentesco, si staglia un'ancona coeva contenente la pala raffigurante i Santi Donnino, Eurosia e Francesco, dipinta probabilmente da Ilario Spolverini agli inizi del XVIII secolo.
La chiesa conserva numerose opere di pregio, tra cui un'incisione rappresentante L'ingresso a Parma del Cardinale Gozzadini, eseguita nel 1716 dallo Spolverini, due oli tardo-settecenteschi ritraenti San Luigi Gonzaga e San Giuseppe col Bambino, un dipinto raffigurante la Crocefissione, eseguito nel 1595 da Giovanni Battista Bertucci il Giovane, una tela seicentesca rappresentante San Giovanni Battista Giovane, una raffigurazione della Madonna con san Rocco, realizzata tra il 1830 e il 1850, una cornice intagliata probabilmente dal Biazzi, un altare settecentesco, un'ancona coeva, due credenze, di cui una seicentesca e l'altra realizzata dopo il 1830 da Giuseppe Gennari, vari reliquiari e un turibolo in argento, una pianeta settecentesca in seta e altri paramenti liturgici. L'edificio accoglie infine, dentro a un armadio in legno dipinto, un piccolo organo con canne interne, costruito nei primi anni del XVIII secolo.